# Pedro António Correia Garção
Pedro António Joaquim Correia da Serra Garçao e Salema (* 29. April 1724 in Lissabon, Portugal; † 10. November 1772 ebenda) war ein neoklassizistischer portugiesischer Dichter. Er gilt als einer der bedeutendsten Neoklassizisten in der Literaturgeschichte Portugals.

## Leben
Correia Garçao wurde in wohlhabenden Verhältnissen als Sohn von Philippe Correia da Serra und einer Französin geboren. Als Kind lernte er Französisch, Englisch und Italienisch. Er studierte zunächst Klassische Literatur am Jesuiten-Kollegg in Lissabon und wechselte dann ins juristische Fach, das er an der Universität in Coimbra studierte, jedoch ohne Abschluss. Anschließend war er in der Casa da India als Verwalter tätig. 1750 war er sogar zum Ritter des Christusordens geschlagen worden. Er heiratete 1751 Dona Maria Salema und wurde durch die Mitgift sehr reich. 
1756 war er an der Gründung der "Arcádia Lusitana" beteiligt. Literarisch tätig war er auch als Herausgeber der Gazeta de Lisboa, von 1760 bis 1762. Sein poetisches Werk umfasste Satiren, Oden, Episteln und Sonette. Auch hatte er zwei Theaterstücke hinterlassen, in denen er vor allem das Lissaboner Bürgertum verspottete.
Die "Arcadia Lusitania" war eine literarische Geheimgesellschaft. Sie wurde offiziell von der Regierung unterstützt und sollte reformistischen und liberalen Zielen entgegenwirken. Sie huldigte der griechischen und römischen Klassik, vor allem in Form der Lyrik und der Literatur. Die Mitglieder trafen sich, um aus ihren Werken vorzulesen und sich gegenseitig zu kritisieren und zu rezipieren. Jedes Mitglied hatte ein Pseudonym, Correia Garçaos lautete "Corydon Erimateu".
Garçao bedeutendster Beitrag zur portugiesischen Literatur war der "Cantada de Dido", der Gesang von Dido, ein Gedicht, das an das vierte Buch der Aeneis von Vergil angelehnt war. Das für Portugal sehr bedeutende Gedicht wurde sogar ins Englische übersetzt. Man verleiht Garçao den Titel eines "zweiten Horaz von Portugal".
1771 kam er aus bis heute nicht geklärten Umständen ins Gefängnis, wo er am 10. November 1772 verstarb, genau an dem Tag, an dem er vom Marquês de Pombal begnadigt werden sollte.

## Werk
- Teatro Novo, 1766, Theaterstück.
- Obra Poetica, 1778, lyrisches Gesamtwerk.
- Assembleia ou Partida, Theaterstück, ohne Jahr.